# هرمز الأول

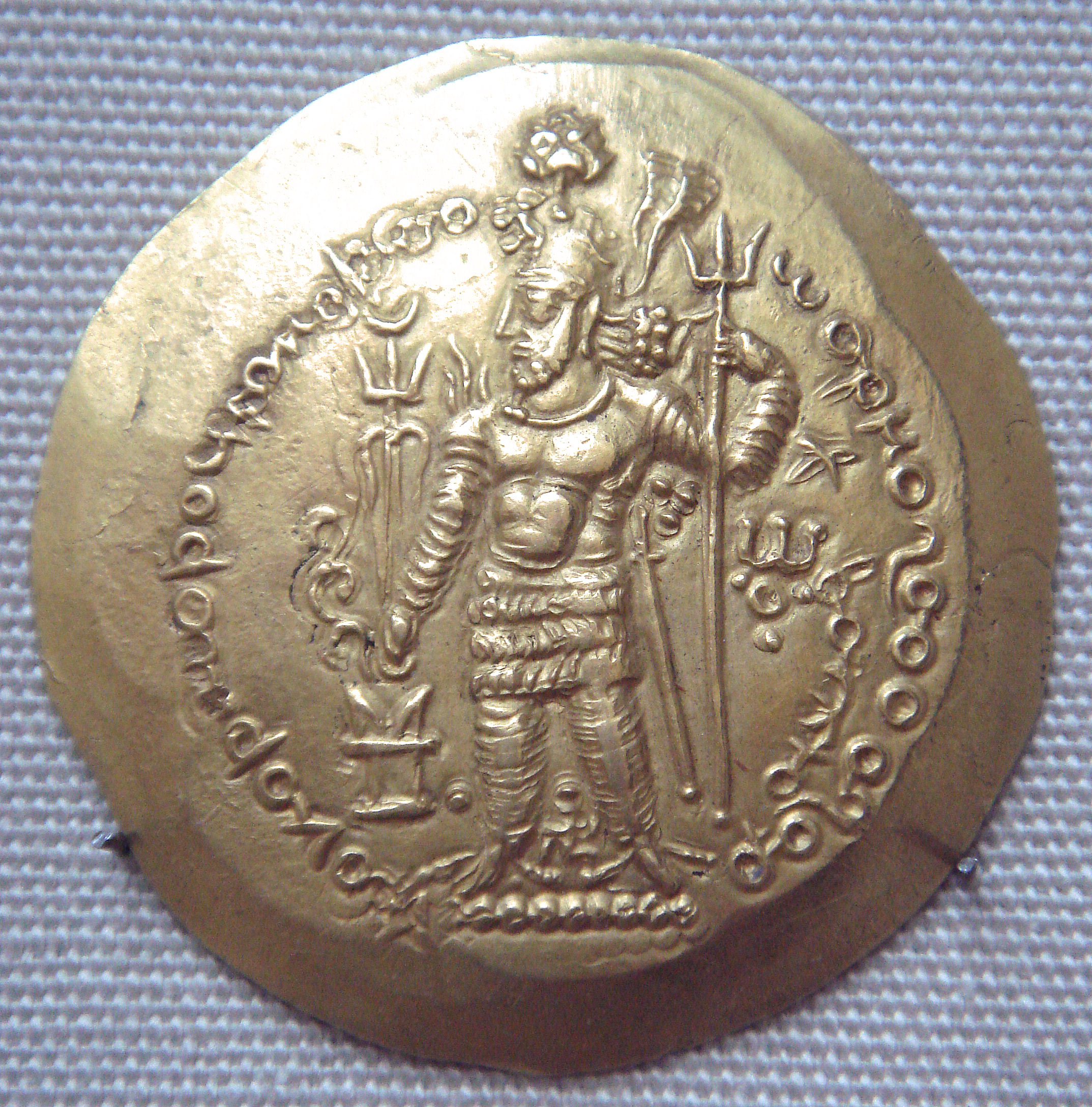
هرمز الأول

هرمز الأول (272-273) ملك فارس هو ابن الملك شابور الأول (241-272) كان تحت حكمه خراسان، وكان محارباً للرومان.